# Одна ночь любви (фильм)
«Одна ночь любви» (англ. One Night of Love) — музыкальная мелодрама 1934 года. Две премии «Оскар».

## Сюжет
История любви певицы Мэри Барретт и её импресарио Джулио Монтеверди, которого девушка встретила в Милане.

## В ролях
- Грейс Мур — Мэри Барретт
- Туллио Карминати — Джулио Монтеверди
- Лайл Тэлбот — Билл Хьюстон
- Мона Барри — Лалли
- Нидия Уэстман — Мюриел
- Джесси Ральф — Анджелина
- Генри Арметта — хозяин кафе (в титрах не указан)

## Награды и номинации
В 1935 году фильм получил две премии «Оскар» — за лучшую музыку и лучший звук. Кроме того номинировался ещё в четырёх категориях:
- Лучший фильм
- Лучшая режиссура —  Виктор Шерзингер
- Лучшая женская роль — Грейс Мур
- Лучший монтаж — Джин Милфорд